# Dubravka Šimonović
Dubravka Šimonović (* 11. srpna 1958 Záhřeb) je chorvatská právnička a odbornice na lidská práva. Dne 1. srpna 2015 byla jmenována Zvláštní zpravodajkou OSN pro násilí na ženách a je hostujícím profesorem v praxi v Centru pro ženy, mír a bezpečnost na London School of Economics.

## Životopis
Šimonović se narodila v Záhřebu. Má magisterský titul a doktorát z rodinného práva na univerzitě v Záhřebu. Je vdaná za chorvatského diplomata Ivana Šimonoviće.

## Kontroverze
Šimonović byla dotazována, proč se rozhodla navštívit Austrálii a Bahamy, země s nízkou mírou násilí na ženách nebo nízkou populací, aby vyšetřovala násilí na ženách jako součást své práce zvláštní zpravodajky OSN pro násilí na ženách, spíše než národy s vysokou mírou násilí nebo velkým počtem obyvatel.